# Anthemis rumelica
Anthemis rumelica là một loài thực vật có hoa trong họ Cúc. Loài này được (Velen.) Stoj. & Acht. mô tả khoa học đầu tiên năm 1937.